# Dyatlov Pass Incident
Pour plus de détails, voir Fiche technique et Distribution.
Dyatlov Pass Incident (The Dyatlov Pass Incident) est un thriller horrifique américano-britannico-russe réalisé par Renny Harlin, sorti en 2013. Il s'inspire de l'affaire du col Dyatlov ayant lieu dans la nuit du 1er au 2 février 1959, où neuf skieurs meurent dans le nord de l'Oural.

## Synopsis
De nos jours dans l'Oural, cinq étudiants en cinéma américains de l'Oregon se rendent sur les lieux de l'affaire du col Dyatlov, survenue en février 1959. Ils projettent d'y tourner un film. C'est alors qu'ils disparaissent tous. Le gouvernement russe retrouve ensuite les vidéos d'archives du tournage mais décide de les cacher. Cependant, des hackers dévoilent les images sur Internet.

## Fiche technique
Sauf indication contraire, les informations mentionnées dans cette section peuvent être confirmées par la base de données cinématographiques IMDb,  présente dans la section « Liens externes ».
- Titre original et français : Dyatlov Pass Incident
- Titre russe : Тайна перевала Дятлова
- Titre américain : Devil's Pass
- Réalisation : Renny Harlin
- Scénario : Vikram Weet
- Décors : Fyodor Savelev
- Costumes : Varvara Avdyushko
- Photographie : Denis Alarcón Ramírez
- Son : Christopher S. Aud
- Montage : Steve Mirkovich
- Musique : Yuri Poteyenko
- Production : Sergei Bespalov, Renny Harlin, Kia Jam, Sergey Melkumov et Alexandre Rodnianski
- Sociétés de production : Aldamisa Entertainment, A.R. Films, Non-Stop Production, Midnight Sun Pictures et K. Jam Media
- Sociétés de distribution : Anchor Bay Entertainment (Royaume-Uni), Twentieth Century Fox C.I.S. (Russie), IFC Films (États-Unis)
- Pays de production :  États-Unis,  Royaume-Uni,  Russie
- Langues originales : anglais, russe
- Format : couleur — 35mm — 2,35:1 — Son Dolby numérique
- Genre : thriller horrifique, found footage
- Durée : 100 minutes
- Dates de sortie :
  - Biélorussie, Russie : 28 février 2013 (avant-première mondiale)
  - Suisse romande : 10 juillet 2013 (Festival international du film fantastique de Neuchâtel)
  - États-Unis, Royaume-Uni : 23 août 2013

## Distribution
- Holly Goss : Holly King, la coréalisatrice
- Matt Stokoe : Jensen Day, le coréalisateur et théoriste du complot
- Luke Albright : J. P. Hauser, Jr., le grimpeur professionnel
- Ryan Hawley : Andy Thatcher, le grimpeur professionnel
- Gemma Atkinson : Denise Evers, l'ingénieur du son
- Richard Reid : le sergent Smirnov, le soldat russe
- Nikolay Butenin : Sergei
- Nelly Nielsen : Alya, à 73 ans
- Valeriya Fedorovich : Alya, à 20 ans

## Production
Le tournage a lieu dans le Nord de la Russie européenne, précisément à Kirovsk de l'oblast de Mourmansk, dans le massif des Khibiny de la péninsule de Kola.

## Distinctions
Sauf indication contraire, les informations mentionnées dans cette section peuvent être confirmées par la base de données cinématographiques IMDb,  présente dans la section « Liens externes ».

### Récompense
- Festival international du film fantastique de Neuchâtel 2013 : meilleur film pour Renny Harlin

### Nomination
- Festival international du film fantastique de Neuchâtel 2013 : prix H.R. Giger Narcisse du meilleur film pour Renny Harlin